# 沖縄県酒造組合
沖縄県酒造組合（おきなわけんしゅぞうくみあい）は沖縄県那覇市にある酒税の保全及び酒類業組合等に関する法律（酒造組合法）に基づく酒造組合。沖縄県内の全酒造所が加盟している。
沖縄県の泡盛酒造所が共同設立した沖縄県酒造協同組合とは別組織である（ただし事務所の所在地は同一である）。

## 概要
2012年7月に沖縄県内6つの地域酒造組合が合併して単一組合として設立された。前身となる組織は、1958年に組織された琉球酒造組合連合会で、1972年に沖縄県酒造組合連合会となり、2012年に沖縄県酒造組合に組織再編された。
公正競争規約を定めており、2015年8月1日からの「泡盛表示基準」で3年以上貯蔵した泡盛古酒を100%使わなければ「古酒」と表示できないことなどを定めた。

## 所在地
- 沖縄県那覇市港町2-8-9

構内に坂口謹一郎の「君知るや名酒泡盛」の石碑が建立されている。